# Битка код реке Окс
Битка код реке Окс била је значајна битка у 7. веку, која се водила између здружених војски Сасанидског царства и Гок Турка са једне стране и  муслиманске арапске војске са друге стране која је у том тренутку преплавила Персију. Након пораза који је доживео, последњи сасанидски цар, Јездигерд III, je постао је прогонаник у сопственој земљи при чему је успео да побегне у Централну Азију, а одатле у Кину.

## Увод
Хорасан је био друга по величини провинција сасанидског Персијског царства. Простирао се од данашњег североисточног Ирана, кроз  Авганистан и данашњи Туркменистан. Његов главни град био је Балх, који се данас налази у северном Авганистану. Током 651. године задатак за покоравање Хорасана додељен је Ахнафу ибн Кајсу и Абдулаху ибн Аамиру. Абдулах је кренуо из Фарса краћим и уједно мање прометним путем који је водио преко иранског града Раја. Ахнаф се затим упутио директно на север до Мерва, у данашњем Туркменистану. Мерв је био главни град Хорасана у коме се у то време налазио Јездигерд III. Чувши за муслиманско напредовање, Јездигерд III је отишао  у Балх. Међутим, у Мерву није пружен отпор, а муслимани су без борбе заузели и главни град Хорасан.

## Битка
Ахнаф је остао у Мерву чекајући појачање из Куфе. У међувремену, Јаздегерд је такође прикупио знатне снаге код Балха, истовремено затарживши савезништво са ханом Фергане, који је лично водио турски контингент који је требало да помогне Јездигерду III. Омар је наредио да Јездигердове савезничке снаге треба ослабити разарањем његовог савеза са Турцима. Ахнаф је успешно разорио њихов савез и кан Фергане се након овога повукао  своје снаге, схвативши да борба са муслиманима није добра идеја, и да може угрозити чак и његово сопствено краљевство. Јездигердова војска је поражена у бици код реке Окс након чега се повукла преко реке Окс до Трансоксијане. Јездигерд III је замало избегао заробљавање успевши да на крају побегане у Кину. Балх су успели да заузму муслимани, а овим заузимањем персијски рат је и окончан. Муслимани су тада успели да стигну до крајњих граница Персије. Иза тог тогаподручја лежале су земље туркијске земље а још даље од њих лежала је и сама Кина. Старо и некада моћно царство Сасанида је након овога, престало да постоји.

## Последице
Након пораза у бици код реке Окс, Јездигерду III није пошло за руком да окупи нову војску и постао је прогоњен. Након битке, побегао је у средњу Азију склонивши се надвору на кана Фаргане. Одатле је Јездигерд отишао у Кину. Ипак, Јездигерд III је наставио са упадима у Персију, користећи свој утицај на великодостојнике и различите вође из Персије, тако да је остао покретачка снага која је стајала иза персијске побуне. Током владавине калифа Османа, Јездигерд III  се вратио  у Бактрију и Хорасан и подигао побуну против калифата. Абдулах ибн Аамир је сломио побуну и успео да победи Јаздигердове снаге. Након овога Јездигерд је почео  да је бежи, повлачећи се из једне области у другу, све док га локални млинар није убио због кесе са новцем у граду Мерву 651. године.